# 行善寺 (世田谷区)
行善寺（ぎょうぜんじ）は、東京都世田谷区瀬田一丁目にある浄土宗の寺院。詳名は獅子山西光院行善寺。大山道（矢倉沢往還）に面しており、瀬田遺跡および小田原北条家の家臣・長崎氏が居住した瀬田城跡とされる地域の一角に位置する。

## 歴史
永禄年間（1558年 - 1569年）または1590年（天正18年）に、北条氏直臣の長崎伊予守重光父子がこの地に移住した際、小田原の菩提所道栄寺を移転したのが発祥である。その際重光の法号である行善をとって行善寺と名付けられた。
多摩川の洪水の難を避けるため、1626年（寛永3年）ごろに台地上の開発が行われ、そこへ移転した。この台地は眺望が極めてよいことで知られ、付近の風景は玉川八景や行善寺八景として知られていた。行善寺の建物は1886年（明治19年）の火災で焼失し、その際多くの寺宝も失われた。その後木造の寺が再建されたが、1964年（昭和39年）11月に本堂、客殿などが現代風の鉄筋に新築された。

## 境内

### 行善寺八景

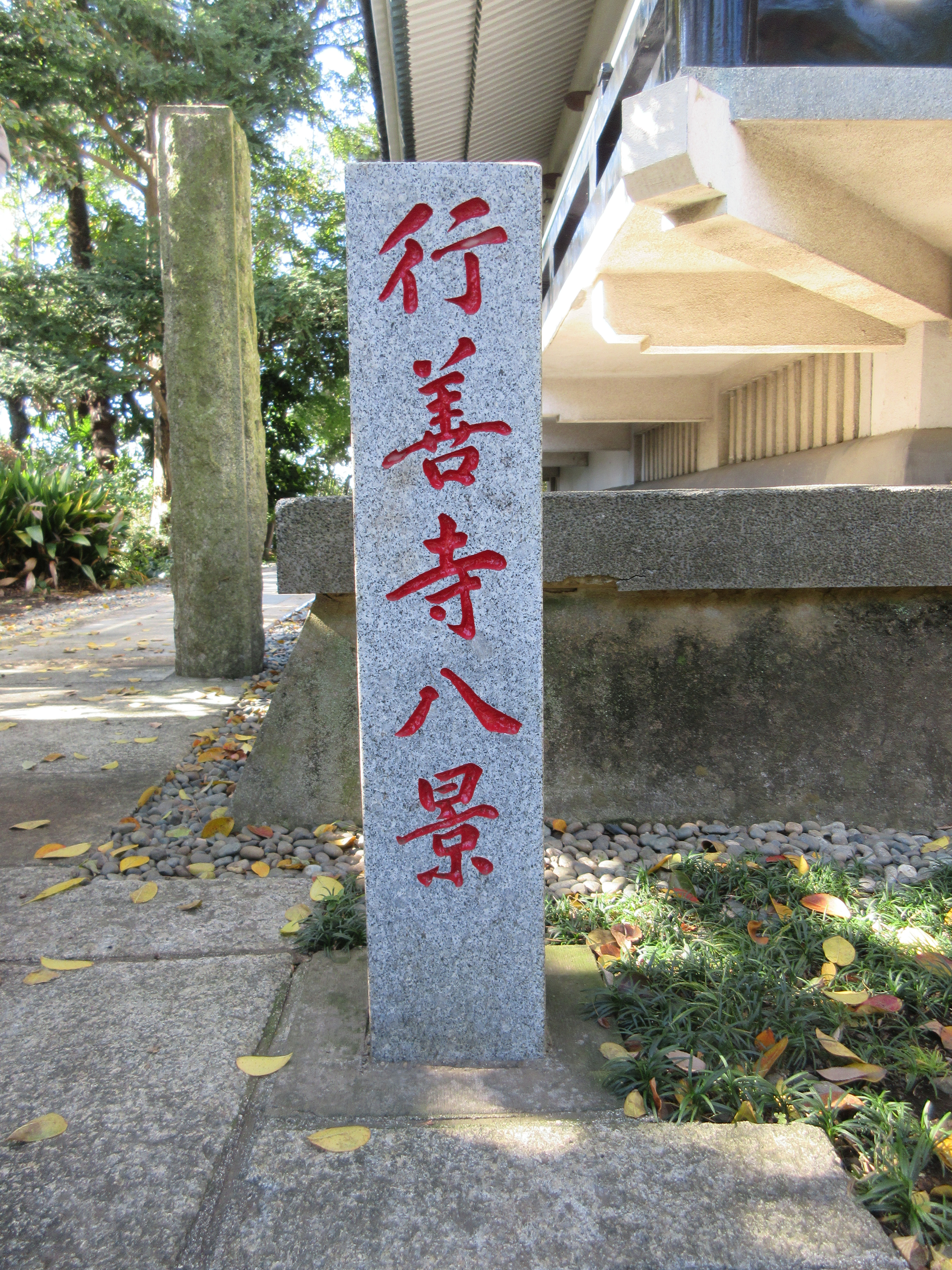
「行善寺八景」と刻まれた碑

瀬田の高台にあり、富士山や多摩川を展望できる場所であったことから、行善寺八景（玉川八景）と呼ばれていた。江口忠房（歌人・書家）の紀行文『瀬田之記』には、行善寺八景の源となった歌が記されている。
- 『瀬田黄稲』太田子徳
- 『士峰雪晴』斎田小枝子
- 『大蔵雨夜』渡邉高見
- 『二子帰帆』江口忠房
- 『岡本紅葉』柏木美正
- 『登戸宿雁』岡嶋林斎
- 『吉沢暁月』黒川惟艸
- 『川辺夕烟』本間游清

### 猫塚

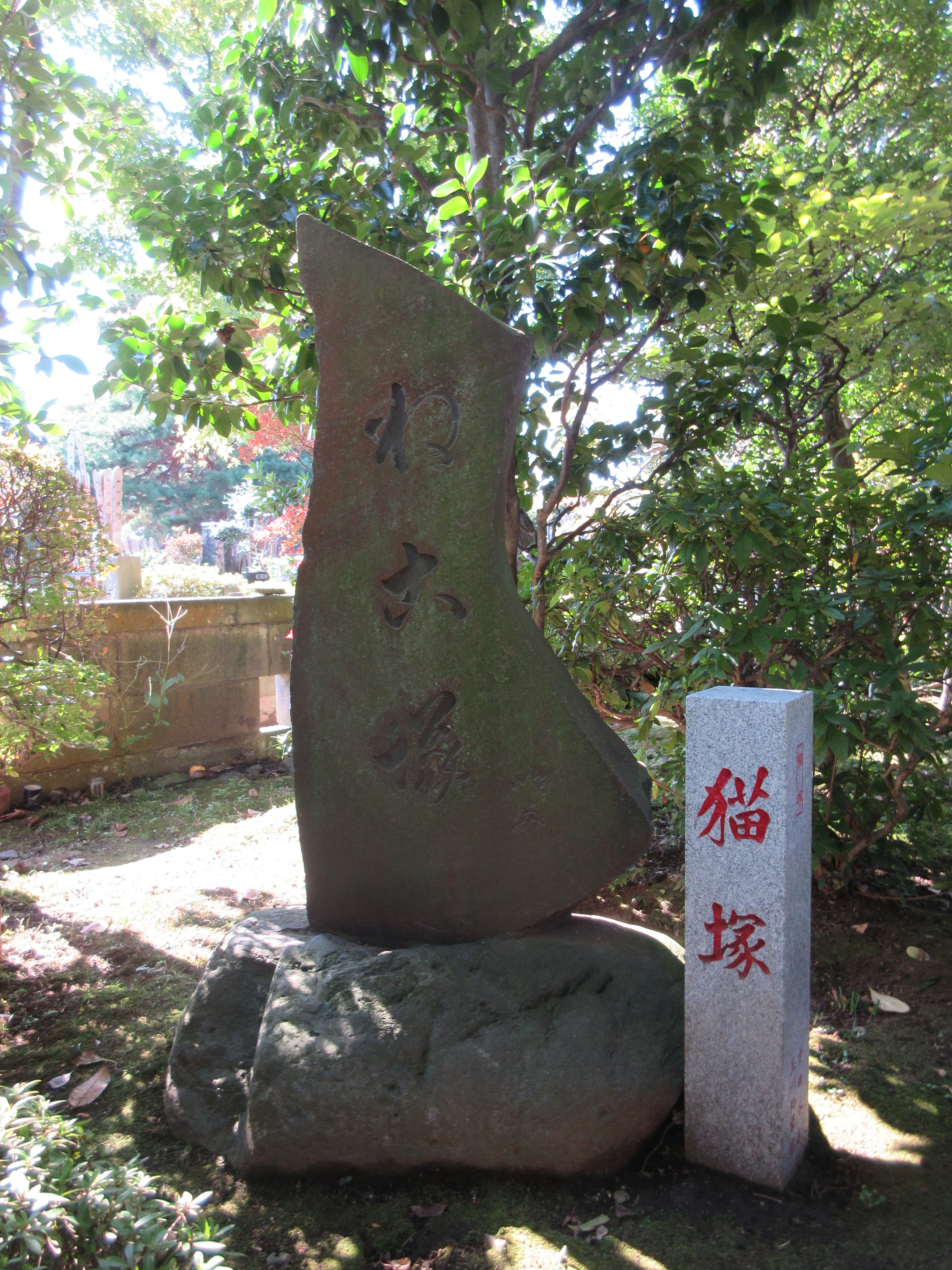
猫塚

かつて多摩川で鮎漁が行われており花街として盛んだった頃に、三味線を作るために皮を取られた猫の供養として造られた。当時は料亭街の中にあったが境内に移された。

### 三又ヒノキ
世田谷区の名木百選に指定されている。

### 山門
1876年(明治19年)の火災で焼失せずに残った。建立年代は木鼻の渦紋等から江戸末期と推定されている。

### 本堂
本堂に掲げられた獅子山と書かれた山号の額は、明治時代の官僚で書家の金井之恭（正四位勲三等）の書。

## 文化財
鎌倉期に作られた阿弥陀如来坐像が本尊である。右足を外にして結跏趺坐する。
1886年（明治19年）の火災で寺が全焼した際に本尊（旧本尊）は救出されており、その後この旧本尊が胎内に納められて坐像が新造されたと考えられている。1962年（昭和37年）頃に漆箔が施された。
1886年の火災で焼失するまでは寺宝である玉川出現楠薬師などがあった。

## 年中行事
- 施餓鬼会（せがきえ） - 救抜焔口餓鬼陀羅尼経（ぐばつえんくがきだらにきょう）というお経に由来する行事。釈迦の十大弟子の一人である阿難が餓鬼道と呼ばれる食べ物や水に飢える世界に堕ちた亡者を救うことで、自身も救われたとされる逸話にもとづいて行われる。施餓鬼会の際に特設される施餓鬼棚に食べ物や浄水を供えることで、餓鬼や無縁の精霊を供養する。行善寺では例年5月16日に行われる[11]。
- お十夜 - 浄土宗寺院で行われる念仏会で、阿弥陀如来の慈悲に対する感謝の念仏をささげ、正覚をお祝いする法要である。行善寺では例年11月16日に行われる[11]。
- お経の会 - 檀家の女性によって毎月1日に行われる行事。ここでは浄土宗の日常勤行式が唱えられる[11]。

## 交通アクセス
鉄道
東急 二子玉川駅下車 徒歩8分